# Ludwig der Deutsche

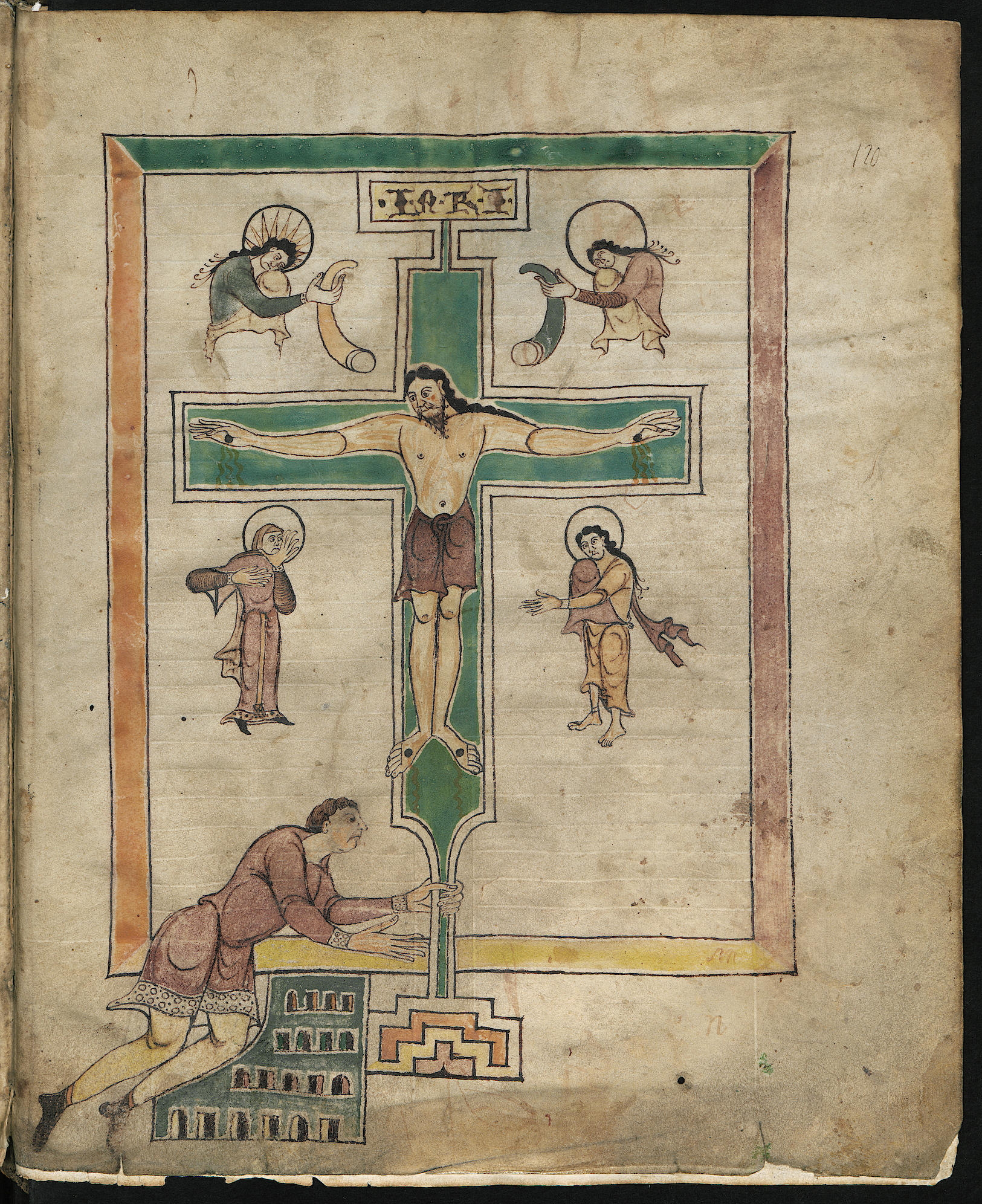
Darstellung eines Königs, vermutlich Ludwigs des Deutschen, im sogenannten Ludwigspsalter aus dem späten 9. Jahrhundert. Ohne Zeichen seiner herrscherlichen Würde kniet der König am Kreuz Christi (Berlin, Staatsbibliothek Preußischer Kulturbesitz, Ms. theol. lat. fol. 58, fol. 120r).

Ludwig II. der Deutsche (* um 806; † 28. August 876 in Frankfurt am Main) aus dem Adelsgeschlecht der Karolinger wurde 817 von seinem Vater Ludwig dem Frommen als Unterkönig von Baiern eingesetzt, das er ab 826 selbstständig regierte. Von 843 bis 876 war Ludwig König des Ostfrankenreiches.
Nach langwierigen Auseinandersetzungen mit seinem Vater und seinen Brüdern erhielt Ludwig 843 im Vertrag von Verdun das ostfränkische Reich. Seine Versuche, 858/59 das westfränkische Reich seines Halbbruders Karl des Kahlen zu erobern, blieben erfolglos. Die 860er Jahre waren durch eine schwere Krise mit den ostfränkischen Großen und Rebellionen der Söhne geprägt. Im Vertrag von Meerssen gelang es ihm 870, das östliche Lotharingien für das ostfränkische Reich zu gewinnen. Um das Kaisertum und Italien bemühte er sich hingegen vergeblich. Im Osten konnte Ludwig nach jahrzehntelangen Konflikten mit den Mährern 874 einen längerfristigen Friedensschluss erreichen. Durch einen Rückgang der Schriftlichkeit in Verwaltung und Regierung sowie eine Zunahme von Ritualen weist Ludwigs Herrschaftszeit bereits in die Ottonenzeit voraus.
Im 19. und frühen 20. Jahrhundert wurde oftmals die Aufteilung des Fränkischen Reichs durch den Vertrag von Verdun als Beginn der deutschen Geschichte angesehen. Seit den 1970er Jahren hat sich die Auffassung durchgesetzt, dass das deutsche Reich nicht durch einen Akt, sondern in einem langen Prozess entstand. Gleichwohl wird Ludwigs ungewöhnlich lange Herrschaftszeit als wichtige Etappe in dieser Entwicklung angesehen. Unter seiner Regierung und der seiner Brüder Karl im Westfrankenreich und Lothar I. im sogenannten Mittelreich begann der Zerfall des fränkischen Großreiches, der letztlich die Voraussetzung für die Entstehung der späteren Nationalstaaten Deutschland, Frankreich und Italien war.

## Leben

### Herkunft und Jugend
Ludwig der Deutsche entstammte dem Geschlecht der Karolinger, die seit 751 die fränkische Königswürde innehatten. Als Sohn Ludwigs des Frommen war er ein Enkel Karls des Großen. Er ging aus der ersten Ehe seines Vaters mit der Fränkin Irmingard von Hespengau hervor. Von den Kindern aus dieser Ehe erreichten neben Ludwig noch zwei Söhne, Lothar I. und Pippin I., sowie zwei Töchter, Rotrud und Hildegard, das Erwachsenenalter. Seine ersten Lebensjahre verbrachte Ludwig in Aquitanien am Hof seines Vaters. Laut Wilfried Hartmann sind die Quellen für Kindheit, Erscheinungsbild und Persönlichkeit durch topische Herrscherpanegyrik verzerrt. Dennoch ließen sich individuelle Züge aus dem Quellenmaterial erschließen, darunter Ludwigs Begeisterung für Waffen und seine „besondere Fähigkeit, mit Menschen umzugehen, die sich in den Konflikten mit seinen Söhnen bewährte“. Außerdem sei Ludwig sehr fromm gewesen und habe eine besondere Verehrung für die Mönche sowie Interesse an theologischen Fragen gezeigt.
Im Jahr 814 machte Ludwig der Fromme seine beiden älteren Söhne Lothar und Pippin zu Unterkönigen in Baiern und Aquitanien. Ludwig der Deutsche blieb als jüngster Sohn noch mehrere Jahre am Hof seines Vaters in Aachen. In der Ordinatio imperii teilte Ludwig der Fromme 817 sein Reich unter den Söhnen auf. Lothar I. erhielt als ältester Sohn den größten Teil des Reiches, die jüngeren Söhne mussten sich mit Aquitanien und Baiern abfinden. Ludwig der Deutsche erhielt neben Baiern, Kärnten und Böhmen noch weitere Grenzgebiete im Osten. In seinem Reich sollte er aber nicht selbständig herrschen, sondern seinem Bruder Lothar Rechenschaft ablegen. Ohne dessen Einwilligung sollte er weder Krieg führen noch Frieden schließen dürfen. Im Innern konnte er aber geistliche und weltliche Ämter eigenverantwortlich vergeben. 824 nahm er an einem Kriegszug in die Bretagne teil.
Erst 826 kam Ludwig erstmals in sein Königreich Baiern. 827 ehelichte er mit der Welfin Hemma eine Schwester der Kaiserin Judith, seiner Stiefmutter, die sein Vater in zweiter Ehe geheiratet hatte. 828 und 829 unternahm er ohne großen Erfolg zwei Feldzüge gegen die Bulgaren, die in Pannonien eindringen wollten. Während seiner Zeit als Unterkönig versuchte er seine Herrschaft auf das Rhein-Main-Gebiet auszudehnen.

### Kampf um das Erbe Ludwigs des Frommen

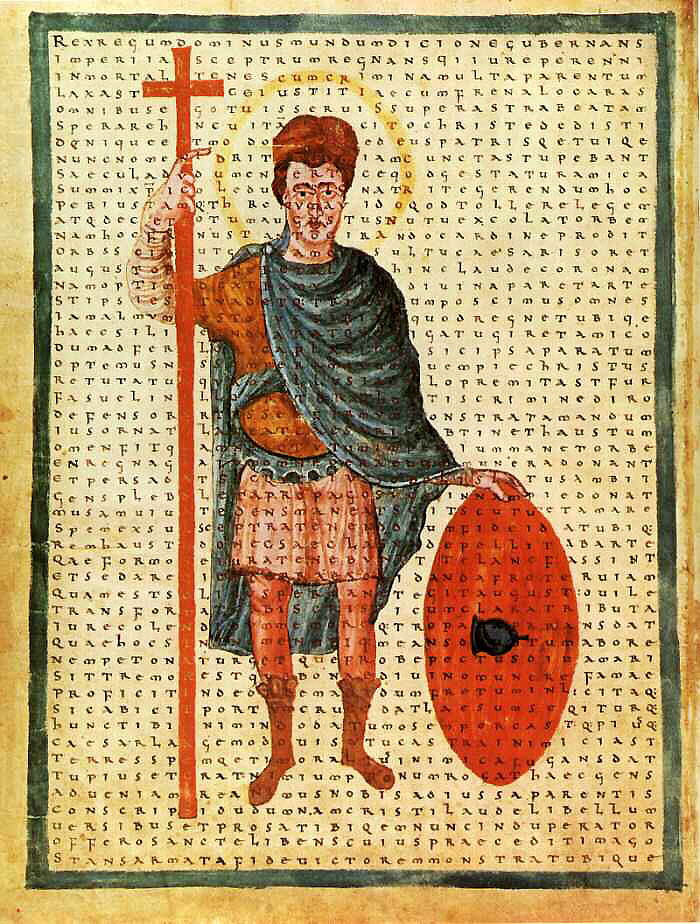
Darstellung Ludwigs des Frommen, Fulda, zweites Viertel des 9. Jahrhunderts (Rom, Biblioteca Apostolica Vaticana, Codex Vaticanus Reginensis latinus 124, folio 4 verso).

Im Juni 823 ging aus der Ehe Ludwigs des Frommen mit Judith noch der Sohn Karl (der Kahle) hervor. In Worms wies Ludwig 829 dem sechsjährigen Karl Alemannien, Rätien, das Elsass und einen Teil Burgunds zu. Daraufhin verbündeten sich die drei älteren Söhne und rebellierten gegen ihren Vater, um ihre Reichsteile zu sichern. Auf dem Lügenfeld von Colmar setzten sie sich im Juni 833 kampflos durch, da Ludwig der Fromme von seinem Heer verlassen wurde. Nach diesen Ereignissen änderte Ludwig der Deutsche seine Herrschertitulatur. Zuvor hatte er den Titel eines Königs in Baiern geführt und in der Datierung seiner Urkunden die Herrscherjahre seines Vaters mitgezählt. Ab Oktober 833 titulierte er sich rex in orientali Francia (König im östlichen Frankenreich). Im ostfränkischen Reich behielt aber Ludwig der Fromme bis zu seinem Tod die Prärogative bei der Einsetzung von Äbten und Bischöfen; Ludwig der Deutsche konnte diese Ämter nur mit kaiserlicher Zustimmung vergeben. Auf einer Bischofsversammlung im Oktober 833 wurde Ludwig der Fromme abgesetzt. Die rebellischen Söhne konnten sich allerdings nicht über die Herrschaftsgebiete einigen. Lothar I. versuchte sich einen Vorrang gegenüber seinen Brüdern zu verschaffen. Ludwig der Deutsche und Pippin I. betrieben daraufhin die Wiedereinsetzung ihres Vaters. Im März 834 wurde Ludwig der Fromme wieder als Kaiser anerkannt. In den kommenden Jahren versuchte Judith ihrem heranwachsenden Sohn Karl einen möglichst großen Anteil am Reich zu verschaffen. Neue Möglichkeiten zur Versorgung ihres Sohnes ergaben sich für Judith durch Pippins Tod im Dezember 838. Pippins ältester Sohn Pippin II. meldete Ansprüche auf das Erbe seines Vaters an, gestützt auf starken Rückhalt in Aquitanien. Aquitanien wurde aber Karl dem Kahlen zugesprochen.
Nach dem Tod Pippins I. beabsichtigte Ludwig der Fromme eine Zweiteilung zwischen Lothar I. und Karl entlang der Linie Maas-Saône-Rhone. Ludwig der Deutsche sollte auf Baiern beschränkt bleiben, was ein schwerer politischer Rückschlag für ihn gewesen wäre, zumal er nach der Rebellion von 833/34 wieder die Gunst seines Vaters besessen und ihn auch unterstützt hatte. Der erneute Verlust der väterlichen Gunst hing auch mit den Interessen mehrerer ostfränkischer Großer zusammen, die von denen Ludwigs des Deutschen abwichen. Anfang 840 unternahm Ludwig der Deutsche einen Feldzug gegen seinen Vater nach Alemannien. Er trat aber kampflos den Rückzug an, als der Kaiser mit einem Heer anrückte. Am 20. Juni 840 starb Ludwig der Fromme in Ingelheim.

### Vertrag von Verdun (843)

Die Gebietsaufteilung im Vertrag von Verdun 843

Nach dem Tod Kaiser Ludwigs des Frommen erhob Lothar Anspruch auf alle in der Ordinatio von 817 festgelegten Kaiserrechte. Daraufhin verbündeten sich Ludwig der Deutsche und Karl der Kahle. Lothar I. ging mit seinem Neffen Pippin II., dem Sohn des 838 verstorbenen Pippin I., ein Bündnis ein. In der Schlacht von Fontenoy kämpften Ludwig der Deutsche und Karl der Kahle im Juni 841 erfolgreich gegen Lothar I. und Pippin II. Beide Seiten erlitten schwere Verluste. Nach den Fuldaer Annalen war es das größte Blutbad, das die Franken seit Menschengedenken erlebt hatten. Zugleich war es Ludwigs letzte Schlacht in den Kämpfen um die Reichsteilung. Den von Lothar I. daraufhin in Sachsen geförderten Stellinga-Aufstand schlug Ludwig blutig nieder.
Ludwig und Karl bekräftigten ihr Bündnis am 14. Februar 842 in Straßburg vor ihren Heeren durch wechselseitige Eide. Der beim Chronisten Nithard überlieferte volkssprachliche Wortlaut stellt „das älteste Denkmal der französischen und ein frühes der deutschen Sprache“ dar. Lothar I. ließ Pippin fallen und vereinbarte mit seinen Brüdern eine Dreiteilung. Im Sommer 842 setzten Friedensverhandlungen ein. Ausgangspunkt für die Regelung der Einzelheiten waren die bestehenden Herrschaftsrechte Lothars in Italien, Ludwigs in Baiern und Karls in Aquitanien. Der Wortlaut des im August 843 geschlossenen Vertrages von Verdun ist nicht überliefert. Die Annales Bertiniani geben den Inhalt des Vertrages zumindest in groben Zügen wieder. Lothar wurde das Reich in der Mitte zugeteilt, in dem sich die Kaiserstädte Aachen und Rom befanden. Es erstreckte sich von der Nordsee bis nach Unteritalien und war wegen seiner Ausdehnung schwer zu beherrschen. Wirtschaftlich und kulturell am bedeutendsten war das Teilreich Karls des Kahlen. Das umfangreiche Königsgut im Westen des Karolingerreiches hatte schon den Merowingern als Herrschaftsgrundlage gedient. Karl musste aber seine Herrschaft in Aquitanien erst noch gegenüber seinem Neffen Pippin II. durchsetzen. Ludwigs Teilreich war wirtschaftlich, kulturell und administrativ weit weniger entwickelt als Westfranken oder Italien. Als Ausgleich erhielt er einige linksrheinische Gebiete, darunter die drei bedeutenden Bischofsstädte Mainz, Worms und Speyer mit ihrem Hinterland. Wohl auch wegen der geringen Aussicht auf Beute war sein Teilreich weniger durch die Normannen bedroht. Im Innern standen Adel und Kirche erheblich geschlossener hinter dem Herrscher als im Westen. Bei der Aufteilung des Reiches waren nicht sprachliche Unterschiede ausschlaggebend; entscheidend war vielmehr die Versorgung der eigenen Gefolgsleute.
Die drei Brüder hielten 844 in Diedenhofen, 847 und 851 jeweils in Meerssen Treffen ab, auf denen sie „Frieden und Eintracht“ bekräftigten sowie sich „Rat und Hilfe“ zusicherten. Damit sollte gegen die Normanneneinfälle, die die einzelnen Teilreiche der Brüder bedrohten, ein wirkungsvolles Vorgehen gesichert werden. In einer rangbewussten Gesellschaft bevorzugte man bei Herrschertreffen Grenzorte, um die Gleichrangigkeit deutlich zu machen. Die Dreiertreffen fanden jedoch alle im Mittelreich statt. Neben der verkehrsgünstigen Lage dürfte auch Lothars Rang als Ältester und Kaiser entscheidend gewesen sein.

### Herrschaftsstruktur und Herrschaftspraxis

#### Itinerar und königliche Zentralorte

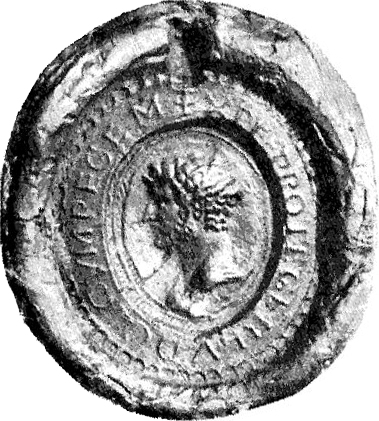
Siegel Ludwigs des Deutschen mit Verwendung des antiken Porträts von Kaiser Hadrian

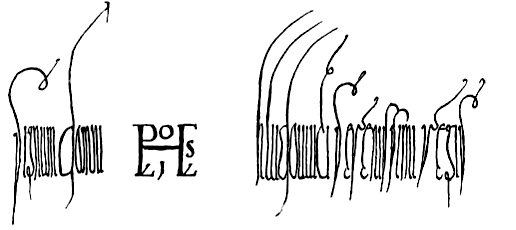
Das Signum Ludwigs des Deutschen unter einer Urkunde, die am 22. Mai 859 in Frankfurt für Paderborn, St. Maria und Kilian (Domstift) ausgestellt wurde.

Durch die geringe Zahl von 172 Königsurkunden aus 50 Herrschaftsjahren lässt sich kein detailliertes Bild von Ludwigs Aufenthaltsorten im ostfränkischen Reich erstellen. Zum Vergleich sind es bei Ludwig dem Frommen 18, bei seinem Stiefbruder Karl dem Kahlen 12 Urkunden pro Jahr. Die Überlieferung setzt teilweise über mehrere Monate ganz aus. So ist es beispielsweise völlig ungewiss, wo sich der ostfränkische König zwischen Juni 849 und Juli 850 aufgehalten hat. Mindestens 52 Urkunden sind an bairische Empfänger gerichtet. Die Intensität der Urkundenproduktion für bairische Empfänger lässt aber im Laufe der Herrschaftszeit stetig nach.
Die Ansicht, dass Baiern ein „Kernland“ oder „Zentrum“ des ostfränkischen Reiches war, lässt sich nach Roman Deutinger anhand des Itinerars und des Führungspersonals in der Umgebung des ostfränkischen Königs „kaum aufrechterhalten“. Als damalige Königslandschaft gilt das Rhein-Main-Gebiet zwischen Frankfurt, Mainz und Worms. Es verfügte über reichlich Pfalzen und Fiskalgut. Da es in der geographischen Mitte des ostfränkischen Reiches lag, war es aus allen Reichsteilen gleichermaßen erreichbar und verfügte mit Rhein und Main über eine verkehrstechnisch gute Anbindung. Dort fanden die meisten ostfränkischen Synoden und Reichsversammlungen statt.
Am meisten hielt sich Ludwig in Frankfurt (49) und in Regensburg (34) auf. Angesichts der Vielzahl an Aufenthalten wird den beiden Städten Residenzcharakter zugesprochen. Frankfurt und Regensburg waren Hauptorte repräsentativer Herrschaftsausübung. In Frankfurt nahm Ludwig die künftige Aufteilung seines Reiches unter seine Söhne vor. Dort wurden auch die Empörungen seiner Söhne beendet. Die meisten Hoftage und mit 11 von insgesamt 39 auch die meisten Reichsversammlungen fanden in Frankfurt statt. Zahlreiche Große erschienen dort, um sich eine Königsurkunde ausstellen zu lassen, während die in Regensburg ausgestellten Urkunden nahezu ausschließlich baierische und alemannische Empfänger betrafen. Trotz seiner Bedeutung als Aufenthaltsort fanden in Regensburg nur drei Reichsversammlungen statt. Regensburg war vor allem bei der Konsolidierung von Ludwigs Herrschaft in den vierziger und frühen fünfziger Jahren ein wichtiges Zentrum. Es wurde zur Verhandlung bairischer, schwäbischer und slawischer Angelegenheiten genutzt. Mit der Regierung von ein bis zwei bevorzugten Pfalzen aus führte Ludwig die karolingische Herrschaftspraxis fort.
In Alemannien, Thüringen und Sachsen hingegen war Ludwig für die Herrschaftsausübung auf verlässliche Gefolgsleute vor Ort angewiesen. In Alemannien wurden zentrale Positionen mit Angehörigen der Königsfamilie besetzt. Herausragende Vertraute waren Bischof Salomo von Konstanz und Abt Grimald von St. Gallen. Der Welfe Konrad führte für Ludwig wichtige Verhandlungen. Ab 859 übte Ludwigs Sohn Karl in Alemannien die Herrschaft aus. Ludwig selbst ist wohl deshalb nur noch einmal im Jahr 874 in Alemannien nachweisbar. Nach dem Vertrag von Meersen 870 verlagerte er seinen Aufenthalt zunehmend nach Westen. Aachen löste Regensburg als zweitbedeutendste Residenz nach Frankfurt ab. Baiern galt seitdem geradezu als königsfernes Land. Im Vergleich zu seinem Stiefbruder hatte der westfränkische König Karl keine feste Residenz. Karl durchzog vielmehr sein Reich und blieb mit Ausnahme der Überwinterung nicht länger als zwei bis drei Monate an einem Ort. Ludwigs Herrschaftspraxis unterschied sich von den Verhältnissen künftiger Jahrhunderte. Bis weit in das 14. Jahrhundert wurde mittelalterliche Königsherrschaft im Reich durch ambulante Herrschaftspraxis ausgeübt. Es gab weder eine Hauptstadt noch eine feste Residenz. Das Zentrum des Reiches war dort, wo die Herrscher das königliche Gastungsrecht wahrnahmen.

#### Zusammensetzung von Kanzlei und Hofkapelle

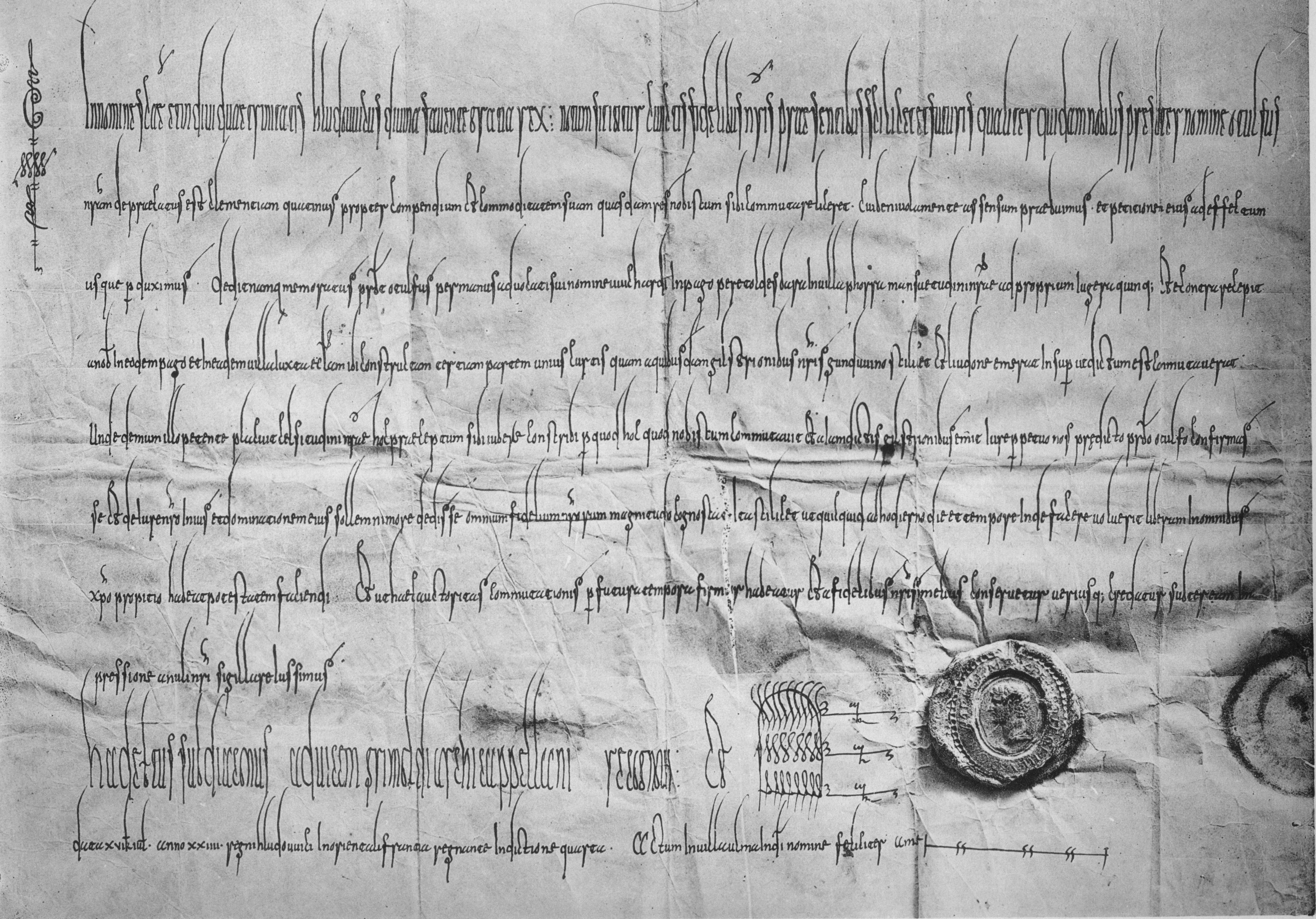
Eine Urkunde Ludwigs des Deutschen von 856 für die Abtei St. Gallen. St. Gallen, Stiftsarchiv, Urkunden FF.1.H.106

Prosopographische Untersuchungen, wie sie Philippe Depreux über den Hof Ludwigs des Frommen leisten konnte, sind für Ludwigs Zeit angesichts der geringen Zahl an Herrscherurkunden erheblich schwieriger. Der Hof war in seiner Zusammensetzung und Größe starken Schwankungen unterworfen. Die wichtigsten Bestandteile waren Kanzlei und Hofkapelle. Für die Ausstellung der Urkunden war die Kanzlei zuständig. In erzählenden Quellen finden sich kaum Hinweise auf die Besiegelung von Herrscherurkunden. Nur der Chronist Ratpert aus dem Kloster St. Gallen berichtet von einer Besiegelung mit Ring durch König Ludwig den Deutschen. Für die einzelnen Jahre seiner Herrscherzeit sind im Durchschnitt nicht einmal fünf Urkunden überliefert. Ludwig konnte sein Teilreich offenbar ohne eine ausgeprägte Schriftlichkeit regieren. In der Besiegelung der Königsurkunden trat eine bedeutsame Neuerung ein: Auf dem Siegel wird der König mit Schild und Speer gezeigt. Dieses Herrscherbild wurde von den künftigen ostfränkisch-deutschen Königen übernommen. Nach den Forschungen Hagen Kellers wurden die „schriftkulturellen Elemente der Authentizitätssicherung“ bei den früh- und hochkarolingischen Urkunden um 860 von einer größeren Öffentlichkeit und Repräsentativität beim Akt der Beurkundung abgelöst. Das Monogramm, in das der König den Vollziehungsstrich eintrug, und das Siegel wurden dazu vergrößert und deutlich vom Text abgegrenzt. Die „visuelle Präsentation des Dokuments“ scheint „eingebettet zu sein in einen Wandel der öffentlichen Kommunikation des Herrschers mit seinen Getreuen“. Mit dieser Art der Besiegelung wurde die geringe Lese- und Schreibfähigkeit der weltlichen Amtsinhaber berücksichtigt. Die Gesellschaft des ostfränkischen Reiches war eine orale, in der das Wissen und die wichtigsten Informationen mündlich weitergegeben wurden.
Die Hofkapelle war am Königshof für die Seelsorge und für die Abhaltung von Gottesdiensten zuständig. Der Regensburger Bischof Baturich war von 833 bis zu seinem Tod 847 Erzkapellan. Grimald von St. Gallen wurde 848 sein Nachfolger. Von 860 bis 870 leitete Grimald auch die Kanzlei. Er war damit einer der wichtigsten Berater Ludwigs des Deutschen. Die Hofkapelle spielte allerdings als Instrument königlicher Herrschaftsausübung nur eine relativ geringe Rolle. Im Vergleich zur spätottonisch-salischen Epoche gingen nur wenige ostfränkische Bischöfe aus der Hofkapelle hervor.

#### Königliche Politik gegenüber geistlichen und weltlichen Großen

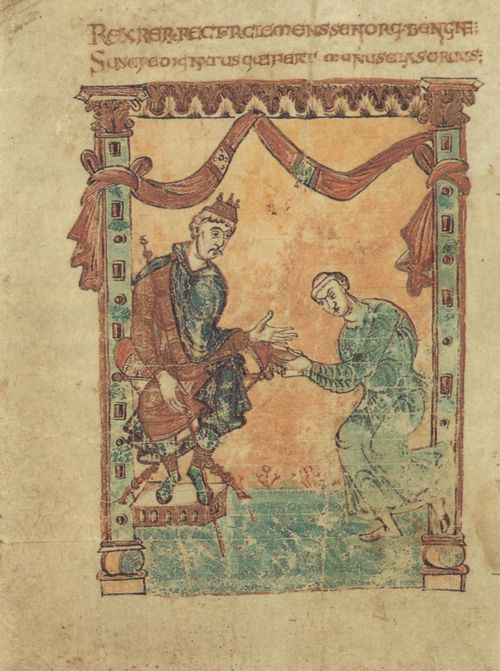
Wandalbert von Prüm überreicht einem König – vermutlich Ludwig dem Deutschen – sein Martyrologium. Der König wird auf einem Klappstuhl mit einer dreizackigen Krone gezeigt (Vatikan, Biblioteca Apostolica Vaticana, Reg. lat. 438, fol. 1^{v}).

Die verfassungsgeschichtliche Forschung des 19. Jahrhunderts sah die Karolinger an der Spitze eines hierarchisch auf den König ausgerichteten Herrschaftsverbandes. Nach neueren Forschungen war jedoch die Herrschaftsstruktur des ostfränkischen Reichs polyzentrisch und damit „nicht allein auf den König hin ausgerichtet“. Das Reich war vielmehr eine selbstständige Größe. Es war dem König zur Aufrechterhaltung der göttlichen Ordnung anvertraut. In einem Reich ohne geschriebene Verfassung und organisierten Herrschaftsapparat waren personale Bindungen maßgeblich. Die Amts- und Mandatsträger musste der Herrscher für die Mitwirkung an der Königsherrschaft immer wieder neu gewinnen. Persönliche Begegnungen zur gemeinsamen Willensbildung waren dafür entscheidend. Machtausübung im ostfränkischen Reich basierte auf konsensualer Herrschaft und weniger auf Befehl und Gehorsam. Der Konsens wurde mit Ratgebern (consiliarii) im vertraulichen Gespräch hergestellt und dann öffentlich inszeniert. Den Konsens mit den Großen konnte der König mit Geschenken herbeiführen, aber auch durch Gewalt oder deren Androhung. Über die Zusammensetzung von Ludwigs Ratgeberschaft, die seine Entscheidungen beeinflusste, lässt sich angesichts der ungünstigen Überlieferungslage wenig Konkretes aussagen. Fest steht aber, dass über viele Jahre der Markgraf Ernst in herausgehobener Position beim König handelte.
Die Königsherrschaft stützte sich auf Bischöfe, Grafen und Reichsäbte. Bei der Herrschaftsübernahme war Ludwigs Verhältnis zu den Bischöfen und Äbten angesichts des Zerwürfnisses mit seinem Vater Ludwig dem Frommen schwer belastet. Auch die Adelsgruppen, die von seinem Bruder Lothar I. oder von seinem Vater Ludwig dem Frommen in einflussreiche Positionen eingesetzt wurden, musste Ludwig für seine Königsherrschaft erst noch gewinnen. Nach den Forschungen von Boris Bigott konnte „Ludwig außerhalb Bayerns im Jahr 840 anscheinend auf kein einziges Bistum oder Kloster bauen“. Ab 840 gelang es ihm, durch Tod oder Amtsverzicht freiwerdende Positionen mit ihm genehmen Leuten zu besetzen. Bei der Synode von 847 in Mainz unter der Leitung des Erzbischofs Hrabanus Maurus kam es zu einem Ausgleich mit den meisten Bischöfen des ostfränkischen Reiches. Diese Synode ist eine von höchstens neun Synoden, die in Ludwigs Herrschaftszeit sicher überliefert sind. Den Höhepunkt bildete die Synode von Mainz 852, wo fast der gesamte ostfränkische Episkopat anwesend war. Der Schwerpunkt der ostfränkischen Synodalbeschlüsse betraf das Bußwesen und die Behandlung von kriminellen Delikten. Die Bischöfe sollten stärker in die Rechtspflege eingebunden werden. Die meisten Bischöfe setzte Ludwig persönlich ein. Der königliche Einfluss bei der Erhebung der Bischöfe nahm gegenüber der frühkarolingischen und frühmerowingischen Zeit noch zu. Dies hängt wohl mit der geringen Größe des Reiches zusammen, die ein persönliches Eingreifen in Personalentscheidungen erleichterte. Den Versuch, einen Bischof abzusetzen, hat Ludwig hingegen nie unternommen.
Gegenüber dem Adel hat Eric J. Goldberg seit den frühen 850er Jahren ein selbstbewussteres Auftreten im Herrschaftsverhalten des ostfränkischen Königs beobachtet. Die Grafen sah Ludwig als absetzbare königliche Amtsträger. Königsboten und Pfalzgrafen waren für die Kontrolle der Amtsträger in den einzelnen Regionen zuständig. Erbliche Ansprüche auf das Grafenamt akzeptierte Ludwig nicht. Die Entstehung starker Zwischengewalten zwischen dem König und den lokalen Amtsträgern wollte er unterbinden. Mit seinem Widerstand gegen eine Allodialisierung der Ämter führte Ludwig somit die Politik der Karolinger fort.

#### Kirchen- und Klostergründungen
Ludwig hat nur das Nonnenkloster St. Felix und Regula 853 in Zürich gegründet. Es wurde von seinen Töchtern Hildegard (853–856) und Bertha (857–877) geführt. In Frankfurt und Regensburg gründete Ludwig ein Marienstift. Außerdem unterstützte er fremde Initiativen wie die Gründung von Gandersheim durch den sächsischen Grafen Liudolf oder des Klosters Rohr in Thüringen durch den Grafen Christian.
Die Klöster St. Gallen (11), Salzburg (10) und Fulda (10) wurden am meisten mit Schenkungen bedacht. Die Karolingerkönige unterstützten immer wieder Klöster für den Gebetsdienst mit Schenkungen; das Motiv war persönliche Frömmigkeit und die Überzeugung, dass für ein erfolgreiches Herrschen göttlicher Beistand zwingend notwendig sei.

### Familie
Die spärlichen Quellen bieten keine nähere Information über Ludwigs persönliche Beziehung zu seiner Gemahlin Hemma oder über deren Einfluss. Aus der Verbindung gingen mit Karlmann, Ludwig und Karl drei Söhne und mit Hildegard, Irmingard, Gisla und Bertha vier Töchter hervor. Durch die Söhne war der Fortbestand der Dynastie gesichert. Zu Lebzeiten hat Ludwig der Deutsche im Unterschied zu seinem Vater Ludwig dem Frommen und Großvater Karl dem Großen seine drei Söhne weder zu Unterkönigen gemacht noch ihnen einen Reichsteil überlassen. Er vergab nur „militärische Kommandos und deutlich untergeordnete Positionen“. Ludwigs ältester Sohn Karlmann übernahm 856 die Herrschaft über Kärnten. Seinem jüngsten Sohn Karl hat Ludwig Ende der 850er Jahre mit Alemannien einen eigenen Herrschaftsbereich zugewiesen. Keiner seiner Söhne wurde für den geistlichen Stand bestimmt. Im Westreich hat sein Stiefbruder Karl der Kahle hingegen zwei Söhne kategorisch von der Herrschaft ausgeschlossen und für sie eine geistliche Laufbahn angeordnet. Seine Söhne verheiratete Ludwig mit Töchtern aus den einflussreichsten und vornehmsten Adelsfamilien in ihrer jeweiligen Region. Die Heiratsverbindungen sollten die Akzeptanz der Königsherrschaft und den Rückhalt der führenden Adelsfamilien gewährleisten. Karlmann vermählte sich 861 mit einer Tochter des Markgrafen Ernst. Karl heiratete im Folgejahr Richardis, Tochter des elsässischen Grafen Erchanger. Ludwig der Jüngere ehelichte 869 oder vielleicht auch erst 874 Liutgard, die Tochter des sächsischen Grafen Liudolf.
Anders als sein Stiefbruder Karl, und auch anders als die Herrscher der ottonisch-salisch-staufischen Zeit, verheiratete Ludwig seine Töchter dagegen nicht mit Angehörigen bedeutender Adelsfamilien. Sie mussten vielmehr eine geistliche Laufbahn einschlagen. Seiner ältesten Tochter Hildegard wurde das Kloster Schwarzach bei Würzburg übergeben. 853 übernahm sie die Leitung von St. Felix und Regula in Zürich. Dort starb sie bereits im Dezember 856. Ludwigs jüngster Tochter Bertha wurde in der Nachfolge ihrer Schwester 853 das Kloster Schwarzach und 857 auch das Zürcher Kloster bis zu ihrem Tod 877 übertragen. Die dritte Tochter Irmingard ist in zeitgenössischer Überlieferung als Inhaberin des Klosters Buchau am Federsee belegt, nach späteren Quellen auch von Kloster Frauenchiemsee. Über Ludwigs Tochter Gisla ist nichts bekannt. Die Rechtsstellung dieser Frauen im Kloster bleibt unklar. Der gewöhnlich in der Fachliteratur anzutreffende Titel Äbtissin ist für Ludwigs Töchter nicht zeitgenössisch belegt.

### Auseinandersetzungen mit den Slawen

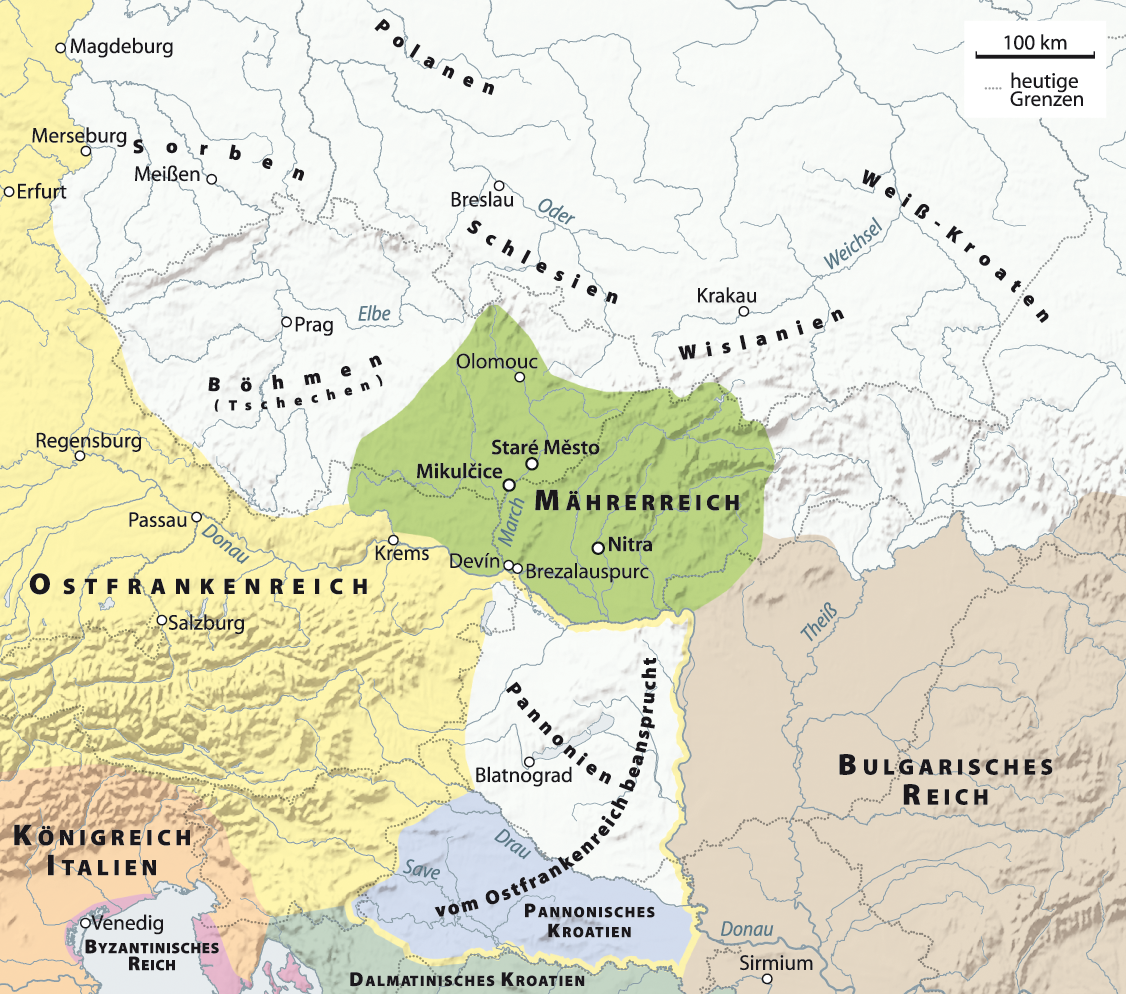
Ungefähre Grenzen Mährens unter der Herrschaft Moimirs I.

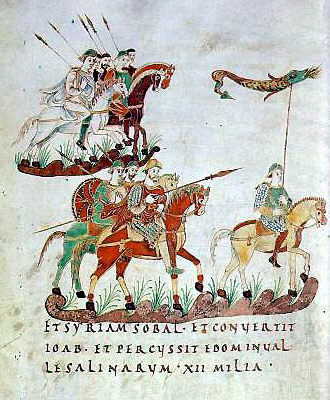
Karolingische Reiterei aus dem Psalterium aureum (St. Gallen, Stiftsbibliothek, Cod. 22, S. 140).

Nach dem Abschluss des Vertrages von Verdun gehörte die Wiederherstellung der fränkischen Tributherrschaft über die Slawen zu Ludwigs dringendsten Aufgaben. Diese war infolge der innerdynastischen Kämpfe der Karolinger völlig zusammengebrochen. Die Oberhoheit über die benachbarten slawischen Stämme war für Ludwig zur Sicherung der ostfränkischen Grenze jedoch von entscheidender Bedeutung. Er widmete deshalb „diesem Dauerkrieg mit den Slawen mehr Zeit, Energie und Ressourcen als jedem anderen Aspekt seiner langen Regierung“. Dabei beabsichtigte Ludwig keine Eroberung der slawischen Gebiete. Vielmehr hatten die einzelnen slawischen Herrscher dem ostfränkischen König einen Treueeid zu leisten und einen jährlichen Tribut zu entrichten. Dafür erhielten sie einen Friedensvertrag. Im Norden gelang Ludwig 844 ein schneller Sieg über die Abodriten. Im Gegenzug musste er 845 allerdings einen Überfall der mit den Abodriten verbündeten Dänen auf Hamburg hinnehmen. Der Sitz des dortigen Erzbischofs Ansgar wurde deshalb nach Bremen verlegt. In Paderborn konnte Ludwig mit Dänen und Abodriten einen Frieden schließen, verlangte aber von den Slawen als Sicherheit die Gestellung von Geiseln. Ebenfalls 845 ließen sich 14 böhmische Anführer (duces) vor Ludwig in Regensburg taufen und leisteten ihm fortan militärische Unterstützung. Weitaus langwieriger hingegen gestaltete sich die Auseinandersetzung mit den Mährern.
Die christlichen mährischen Herrscher Moimir, Rastislav und Svatopluk I. versuchten sich über Jahrzehnte aus der fränkischen Oberherrschaft zu lösen und ein Königreich aufzubauen. 846 führte Ludwig einen großen Feldzug nach Mähren. Moimir hatte wohl den jährlichen Tribut verweigert. Ludwig ersetzte Moimir durch dessen Neffen Rastislav. Doch nach einigen Jahren versuchte auch Rastislav sich der fränkischen Oberherrschaft zu entledigen. Ludwigs Feldzug gegen ihn im Jahr 855 war ein vollständiger Misserfolg, doch 864 konnte er Rastislav erfolgreich belagern. Rastislav musste einen Treueid leisten und Geiseln stellen, rebellierte aber bereits im folgenden Jahr erneut. Mit fränkischer Hilfe erhob sich 870 Svatopluk gegen seinen Onkel Rastislav und lieferte ihn an Ludwig aus. Von einem Gericht wurde Rastislav zum Tode verurteilt. Ludwig hat das Urteil aber zur Blendung abgemildert. Doch auch Svatopluk nahm den Konflikt mit Ludwig nach kurzer Zeit wieder auf. 871 musste ein bairisches Heer eine schwere Niederlage einstecken. Im folgenden Jahr wurde ein Heer Karlmanns geschlagen. Nach diesen Rückschlägen entfaltete Ludwig in seinen letzten Lebensjahren erhebliche diplomatische Tätigkeiten. Im Frühsommer 874 traf er sich in Verona zu Verhandlungen mit Papst Johannes VIII. und seinem Neffen Kaiser Ludwig II. Dabei wurde Ludwigs Sohn Karlmann als Erbe des Königreiches und des Kaisertums anerkannt. Dafür akzeptierte Ludwig eine unabhängige mährische Kirche unter Erzbischof Methodius. Nach diesen Verhandlungen konnte 874 in Forchheim ein Frieden mit den Mährern geschlossen werden, der anscheinend zehn Jahre Bestand hatte. Jedenfalls sind für diese Zeitspanne keine kriegerischen Aktionen zwischen den Mährern und dem ostfränkischen König überliefert.
Durch archäologische Untersuchungen konnte herausgearbeitet werden, dass die Mährer über große und gut ausgebaute Festungen verfügten. Ludwig konnte sie nur mit gut ausgerüsteten und großen Heeren angreifen. Feldzüge gegen die Mährer bestanden aus lange andauernden Belagerungen und waren weniger Plünderungszüge. Sie machten erhebliche logistische und strategische Planungen erforderlich. An den Belagerungskriegen in Mähren dürften 5.000 bis 7.000, zeitweise auch 10.000 Soldaten beteiligt gewesen sein. In den Quellen wird die Größe von Ludwigs Heeren wahrscheinlich übertrieben dargestellt, zumal er wohl vor allem auf gut ausgebildete, kampferprobte und daher schlagkräftige Truppen setzte.

### Gescheiterte Expansion ins Westfrankenreich (853/54 und 858)
Karl der Kahle hatte nach dem Vertrag von Verdun Mühe, seine Herrschaft gegen die starke Adelsopposition in Aquitanien und den aquitanischen König Pippin II. durchzusetzen. 848 gelang es ihm, sich in Orléans zum König dieses Reichs krönen zu lassen. Pippin II. wurde in Klosterhaft genommen. Als Karl jedoch im März 853 den Grafen Gauzpert von Maine enthaupten ließ, erhielt die Adelsopposition gegen ihn neuen Auftrieb. Aquitanische Große boten Ludwig dem Deutschen die Königswürde an. Ludwig ging darauf ein. Damit brach er die 842 von ihm und Karl beschlossenen Straßburger Eide, mit denen sie die Unversehrtheit ihrer Gebiete wechselseitig bekräftigt hatten. Ludwig unternahm den Kriegszug jedoch nicht selbst, sondern schickte seinen zweitältesten Sohn Ludwig den Jüngeren. Dieser brach zu Beginn des Jahres 854 mit einem Heer aus Thüringern, Alemannen und Baiern auf und stieß bis nach Limoges vor. Ein Kampf mit dem Heer Karls des Kahlen blieb aber aus. Ludwig der Jüngere hatte in Aquitanien nur wenig Unterstützung gefunden, worauf er in Verhandlungen einlenkte. Im Sommer 855 hatte sich Aquitanien wieder Karls Herrschaft unterstellt. 856 fielen zahlreiche Aquitanier erneut von Karl ab und traten zum mittlerweile aus der Klosterhaft entkommenen Pippin II. über. Im selben Jahr wandten sich westfränkische Gesandte abermals an Ludwig den Deutschen und suchten ihn in Frankfurt auf. Bei dieser heiklen Entscheidung holte der unschlüssige König den Rat der Großen ein. Die Gelegenheit für ein Eingreifen war günstig, denn Karl musste gegen die Normannen kämpfen. Ludwig rückte in das Westreich ein und war im September 858 in Ponthion, der östlichsten Pfalz des Westfrankenreiches. Dort erschienen mehrere von Karls Herrschaft abgefallene westfränkische Adlige, darunter der Erzbischof Wenilo von Sens. Durch die Krise des westfränkischen Reiches und die Einladung zur Herrschaftsübernahme an Ludwig den Deutschen wurde der Gedanke einer vertraglichen Bindung des Königs an den Konsens der Großen verstärkt aufgegriffen und endgültig in den Krönungsordines im späten 9. Jahrhundert fixiert. Karl reagierte mit einem Vertragsangebot an die Aufständischen und leistete als karolingischer König erstmals selbst einen Eid. Eine Schlacht zwischen Karl und Ludwig blieb aber aus. Im Januar 859 musste sich Ludwig ruhmlos zurückziehen, denn an der Ostgrenze seines Reiches hatte er einen Aufstand der Sorben zu bekämpfen. Im Juni 860 konnte in Koblenz ein Frieden geschlossen werden. Ludwig musste sich eidlich verpflichten, künftig weder das Leben noch den Besitz seiner Brüder und drei Neffen anzutasten.

### Krisenhafte 860er Jahre
Mit nur 27 überlieferten Urkunden erreicht der Urkundenausstoß von 860 bis 869 einen absoluten Tiefpunkt. Auch die historiographische Überlieferung fällt für diesen Zeitraum äußerst spärlich aus. Die gescheiterte Expansion in das Westfrankenreich löste anscheinend in den 860er Jahren eine schwere Herrschaftskrise aus. 861 musste Ludwig auf einer Reichsversammlung in Regensburg dem Markgrafen Ernst, welcher nach zeitgenössischer Wertung der „beste Freund des Königs“ und „ranghöchste unter den Großen“ war, wegen des Verdachts der Untreue seine Ämter entziehen. Möglicherweise besteht ein Zusammenhang mit der Rebellion von Ludwigs Sohn Karlmann. Karlmann hatte um 861 in der bairischen Ostmark mit mährischer Hilfe eine zu eigenständige Politik betrieben, was Ludwig als Aufstand auffasste. Mit Ernst wurden noch weitere Adlige abgesetzt. Insbesondere das Verhältnis zu den Konradinern hatte sich verschlechtert. Die Konradiner Uto, Waldo und Berengar sowie ein Graf Sigihard wurden verurteilt und abgesetzt.
Im Jahr 864 söhnte sich Ludwig mit Karlmann aus, doch in den späten 860er Jahren brachen Konflikte mit den jüngeren Königssöhnen aus. 865 oder 866/67 entschied Ludwig, dass nach seinem Tod Karlmann Baiern und die östliche Mark, Ludwig der Jüngere die fränkischen Gebiete und Thüringen sowie Sachsen, Karl III. Alemannien mit Churrätien erhalten solle. Nicht nur die Rebellionen ostfränkischer Großer und der Königssöhne sorgten für krisenhafte Jahre. In Annalenwerken sind mehrfach Hungersnöte im Ostfrankenreich verzeichnet. Der Hungersnot versuchte Ludwig mit einem Gesetz zu begegnen, das ein allgemeines Fasten vorsah.

### Vertrag von Meerssen (870)
Lothar I. teilte kurz vor seinem Tod am 29. September 855 das Mittelreich auf. Der 850 zum Kaiser gekrönte Ludwig II. erhielt Italien, Karl das südliche Burgund und die Provence und Lothar II. die nördlichen Reichsteile von der Nordsee bis zu den Alpen. Aus Lothars II. 855 geschlossener Ehe mit Theutberga waren keine Kinder hervorgegangen. Vergeblich versuchte er diese Ehe aufzulösen und einen Sohn aus einer früheren Verbindung zu seinem Erben zu machen. Nach Lothars Tod am 8. August 869 ergriff Karl der Kahle die Initiative. Am 9. September 869 ließ er sich in Metz zum König im Reich Lothars II. krönen. Ludwig, der zu diesem Zeitpunkt schwer erkrankt war, schickte nach seiner Genesung im Februar 870 eine Gesandtschaft zu Karl dem Kahlen, die mit Krieg drohte. Unterstützung erhielt Ludwig bei den lotharingischen Großen. Karl lenkte daraufhin ein. Im März 870 setzten Verhandlungen ein. Bei der Aufteilung des Mittelreiches ignorierten Karl der Kahle und Ludwig der Deutsche die Erbansprüche von Lothars Bruder Ludwig II., des nächsten männlichen Verwandten. Der Kaiser musste bis 871 in Süditalien gegen die Araber kämpfen und konnte gegen die Aufteilung nur protestieren. Im Vertrag von Meerssen gewann Ludwig der Deutsche im August 870 linksrheinische Gebiete mit Aachen, Köln, Metz und Straßburg für sich.

### Aufstände der jüngeren Söhne (871–876)
Im Jahr 869 erkrankte Ludwig schwer, verblieb in Regensburg und entschloss sich, ein Testament zu machen. Veranlasst durch Gerüchte um ihre Enterbung, versammelten sich seine jüngeren Söhne im Speiergau. In den Jahren 871 bis 876 unternahmen sie weitere Rebellionen, da sie sich durch die Begünstigung ihres ältesten Bruders vom Vater benachteiligt fühlten. Der gefährlichste Aufstandsversuch ereignete sich 873. Ludwig der Jüngere und Karl planten vergeblich die Entmachtung und Gefangennahme ihres Vaters auf einer Versammlung in Regensburg am 26. Januar 873. Im Gegensatz zu seinem Stiefbruder Karl dem Kahlen ergriff Ludwig keine harten Strafmaßnahmen gegen seine Söhne. Nach den Untersuchungen von Gerd Althoff war seine milde Reaktion gegenüber den Söhnen für die Karolingerzeit geradezu eine „Ausnahme“. Ludwigs Konfliktverhalten entspricht dem künftigen Muster ungeschriebener, aber sozial verpflichtender „Spielregeln“, die in der Ottonenzeit im 10. Jahrhundert gegenüber aufständischen Söhnen üblich werden sollten. Bei den innerfamiliären Konflikten wurde die friedliche Einigung erstmals durch eine rituelle deditio (Unterwerfung) erzielt.

### Letzte Jahre

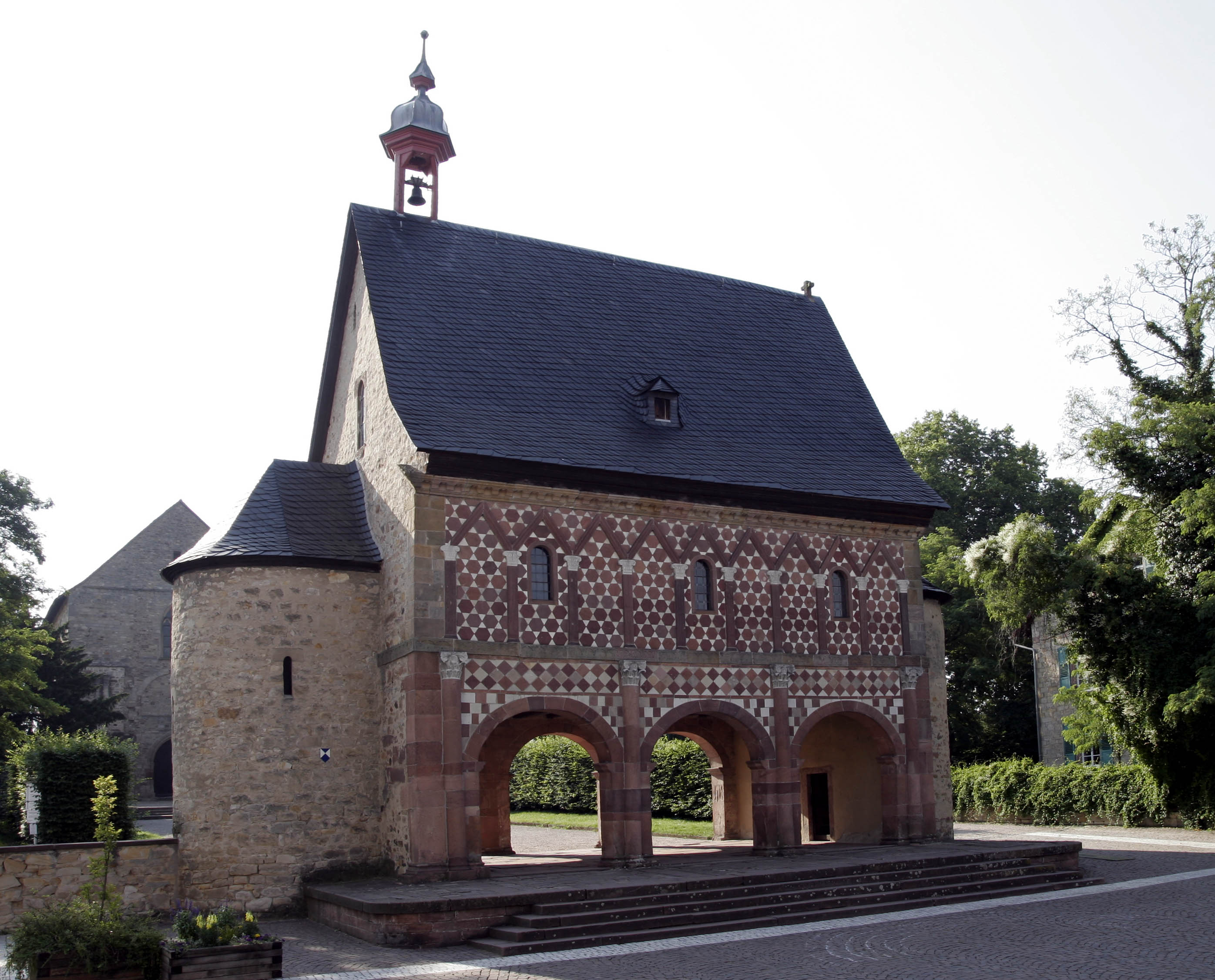
Die Torhalle des Klosters Lorsch wurde vermutlich in der Zeit Ludwigs des Deutschen erbaut.

In den Jahren 872 und 873 erschienen Gesandte des oströmischen Kaisers Basileios I. bei Ludwig in Regensburg und zeigten damit, dass seine Herrschaft bis nach Konstantinopel wahrgenommen wurde. Nach dem Tod Kaiser Ludwigs II. im August 875 versuchte Ludwig das Kaisertum für sich und seine Nachkommen zu gewinnen. Zu diesem Zweck unternahm Abt Sigihard von Fulda eine Romreise zu Papst Johannes VIII. Am 18. Mai 876 war er wieder in Ingelheim und erstattete Ludwig Bericht. Karl der Kahle hatte im Dezember 875 durch einen raschen Romzug die Kaiserwürde erlangen können. Auch ein Einfall Ludwigs in das westfränkische Reich, wo er das Weihnachtsfest als wichtigen Akt der Herrschaftsrepräsentation in der Pfalz Attigny beging, konnte Karls Kaiserkrönung nicht verhindern. Seine Ansprüche auf die Kaiserkrone gab Ludwig jedoch bis zu seinem Tod nicht auf. Allerdings betrieb er nach Ansicht der Forschung bei seinen vier Alpenüberquerungen keine durchdachte Italienpolitik, sondern reagierte nur kurzfristig auf neue Entwicklungen.
Seine Gemahlin Hemma besuchte Ludwig das letzte Mal im Mai 875. Sie hatte 874 durch einen Schlaganfall das Sprachvermögen eingebüßt. Der von ihm erbauten Marienkapelle vermachte er bei diesem Aufenthalt das Kloster Berg als Schenkung. Hemma starb Ende Januar 876 in Regensburg. Wenige Monate später verstarb auch Ludwig nach kurzer schwerer Krankheit am 28. August 876 in seiner Pfalz in Frankfurt. Am Folgetag wurde er von seinem Sohn Ludwig im Kloster Lorsch bestattet. Nach Wilfried Hartmann kann aber nicht mit Sicherheit bestimmt werden, ob es sich beim Toten im Sarkophag Ludwigs des Deutschen tatsächlich um den karolingischen König handelt. Ob Ludwig wie seine Gemahlin Hemma ein Totengedenken erhielt, ist angesichts der spärlichen Überlieferung nicht zu entscheiden. Nach Ludwigs Tod versuchte Karl der Kahle, auch das Ostreich für sich zu gewinnen. Ludwig der Jüngere besiegte ihn jedoch am 8. Oktober 876 bei Andernach mit einem Aufgebot aus Franken, Sachsen und Thüringern. Ein Jahr später starb Karl der Kahle.
Die älteren Söhne Ludwigs des Deutschen, Karlmann und Ludwig der Jüngere, starben bereits am 29. September 880 bzw. am 20. Januar 882. Dadurch konnte Ludwigs jüngster Sohn Karl III., „der Dicke“, drei Teilreiche und damit das Reich Karls des Großen noch einmal für wenige Jahre unter seiner Herrschaft vereinen. Nach dem Tod Karls III. entstand für das allein regierende Karolingergeschlecht eine dynastische Krise. Es gab keine legitimen Karolinger mehr, und andere Familien erhoben Anspruch auf die Königswürde. Mit Ludwigs Tod 876 setzte eine rasche Folge von Herrscherwechseln im karolingischen Herrscherhaus ein. Die fünf zwischen 876 und 911 regierenden Könige konnten keine wirksame Königsgewalt mehr gewährleisten. Dies lag auch an der überaus langen Herrschaftszeit Ludwigs des Deutschen, aufgrund der seine Söhne erst in relativ hohem Alter die Herrschaft übernehmen konnten.

## Beiname „der Deutsche“
Den Beinamen „der Deutsche“ erhielt Ludwig erst im 18. Jahrhundert. Zeitgenössische westfränkische Quellen nannten Ludwig zwar rex Germaniae („König von Germanien“) oder rex Germanorum („König der Germanen“). Allerdings bedeuten Germania bzw. Germani hier nicht „Deutschland“ oder „die Deutschen“, sondern wie im antiken Latein das rechtsrheinische Gebiet außerhalb des ehemaligen Römischen Reiches und seine Bewohner. Zeitgenossen bedachten Ludwig auch mit dem Beinamen pius (fromm) oder piissimus (sehr fromm). Auch die Legende einer Münzprägung nannte ihn HLUDOVICUS PIUS REX. Im 11. Jahrhundert wird Ludwig in zahlreichen Urkundenfälschungen, die aus St. Emmeram in Regensburg stammen, mit dem Beinamen pius geführt, der heute noch seinem Vater gegeben wird.
Deutschsprachige Historiographen um 1500 wie Johannes Aventin und Johannes Carion sprachen von Ludwig als „König in Beyern und Osterfranckreich“ oder „König Ludwig auß Beyern“, der „Teutschlandt“ regierte, oder von „Ludovicus Germanicus“. Seit dem 19. Jahrhundert wurde der Beiname „der Deutsche“ üblich. Nach der stark von der nationalsozialistischen Ideologie geprägten Darstellung von Heinz Zatschek (1940) hat Ludwig seinen Beinamen „der Deutsche“ durch die Erschließung weiterer Räume für den deutschen Volksboden verdient. Vereinzelt haben einige jüngere Forschungsbeiträge den Beinamen „der Deutsche“ nicht mehr aufgeführt. Carlrichard Brühl sprach in seiner Darstellung (1990) von „Ludwig II. von Ostfranken“. Einen Ludwig I. von Ostfranken gab es aber nicht. Joachim Ehlers (1994) sprach von Ludwig II. und verzichtete konsequent auf den Beinamen. Die Ordnungszahl ist aber in keiner zeitgenössischen Quelle nachweisbar. Außerdem entstehen Probleme in der Abgrenzung zu Kaiser Ludwig II. in Italien und dem westfränkischen König Ludwig II. „dem Stammler“. Dagegen ist Wilfried Hartmann in seiner Biographie (2002) bei der seit dem 19. Jahrhundert üblichen Bezeichnung Ludwig der Deutsche geblieben. Seinem anachronistischen Beinamen „der Deutsche“ wird insofern eine gewisse Berechtigung zugesprochen, als Ludwig jahrzehntelang über den größten Teil der germanischen Reichsgebiete und somit des späteren Deutschlands herrschte. Jörg W. Busch verzichtete in seiner Überblicksdarstellung (2011) zu allen Karolingern (mit Ausnahme von Karl Martell) auf die traditionellen Beinamen – eine terminologische Vorgehensweise, die sich nach Rudolf Schieffer in der Fachwelt jedoch kaum durchsetzen dürfte. Mit dem Deutschen Archiv für Erforschung des Mittelalters und den Frühmittelalterlichen Studien sind die beiden angesehensten Fachzeitschriften in der deutschsprachigen Mediävistik beim Beinamen „der Deutsche“ geblieben.

## Wirkung

### Frühmittelalter
Schriftlichkeit verliert für die Herrschaftspraxis und als Kommunikationsmittel seit Ludwig dem Deutschen an Bedeutung. Die Kapitularien verschwinden als wichtige Dokumente für die Verwaltung und Rechtsprechung aus dem ostfränkischen Reich und werden nicht anderweitig ersetzt. Aus seiner langen Herrschaftszeit von 50 Jahren sind nur 172 Urkunden überliefert. Besonders spärlich ist die Überlieferung für die Jahre 861 bis 869. Einem allgemeinen Rückgang der Schriftlichkeit während der Regierungszeit Ludwigs des Deutschen hat allerdings Wilfried Hartmann widersprochen. Er verweist für das Ostfrankenreich auf bedeutende Gelehrte (insbesondere Hrabanus Maurus) und Klosterschulen (Fulda, St. Gallen, Reichenau und Corvey). Hartmann schätzt aufgrund von Untersuchungen zu Bibliothekskatalogen, etwa durch Paul Lehmann, sowie von paläographischen Arbeiten, insbesondere den Werken von Bernhard Bischoff, dass von den ca. 7.000 bis 8.000 in Westeuropa erhaltenen lateinischen Handschriften aus dem gesamten 9. Jahrhundert ungefähr 3.000 aus dem Ostfrankenreich stammen. Dabei handelt es sich zumeist um Abschriften älterer Werke der christlichen Literatur.
Im Gegensatz zu seinem Großvater Karl dem Großen und seinem Vater Ludwig dem Frommen wurde über Ludwig den Deutschen keine zeitgenössische Biografie verfasst. Kein Zeitgenosse hat sich negativ geäußert. Als Hauptquelle gelten die Fuldaer Annalen. Zu den bedeutendsten Autoren der Zeit Ludwigs des Deutschen gehört Notker von St. Gallen. Von den Historiographen des ausgehenden 9. Jahrhunderts ist einzig von Notker bekannt, dass er den ostfränkischen König persönlich gesehen hat. Für den St. Galler Mönch war Ludwig ein vorbildlicher Herrscher. Auch die Xantener Annalen ziehen ein positives Fazit. Für den Annalisten war Ludwig weiser und gerechter als die anderen Könige. Der bedeutende Gelehrte Hrabanus Maurus hat Ludwig mehrere Werke gewidmet, darunter De universo, das er ihm 842/46 übersandte. Ludwig wurde auch zum Gegenstand in der volkssprachlichen Dichtung. Im Evangelienbuch Otfrids von Weißenburg wird er als kühner und weiser Herrscher gepriesen. Seine Herrschergewalt erstrecke sich über das Land der Franken. Obwohl Ludwig die Kaiserkrone 875 nicht erringen konnte, wurde er in einigen klösterlichen Urkunden und auch in späteren Geschichtsquellen als Imperator (Kaiser) gewürdigt und damit als Herrscher aufgewertet.

### Hoch- und Spätmittelalter
In den historiographischen Werken vom 10. bis zum 15. Jahrhundert gibt es nur wenige Aussagen über Ludwig. Die Geschichtsschreiber stützten sich bevorzugt auf die Fuldaer Annalen. Einzig Hermann von Reichenau, Adam von Bremen und Sigebert von Gembloux haben sich ausführlicher mit ihm beschäftigt. Im Hoch- und Spätmittelalter wurde er von vielen Chronisten mit seinem Neffen Kaiser Ludwig II. verwechselt. Dazu trug auch bei, dass beide Karolinger innerhalb kurzer Zeit verstorben waren. Im 11. Jahrhundert erreichte Ludwigs Nachruhm seinen Höhepunkt. In einer Genealogie um 1100 erhält er als einziger Herrscher die Bezeichnung magnus rex (großer König). Die Weltchroniken des Spätmittelalters gehen kaum auf Ludwig und seine Herrschaft ein. Unter den Historiographen um 1500 behandelt besonders Johannes Aventin in seiner Bairischen Chronik den karolingischen Herrscher.

### Forschungsgeschichte

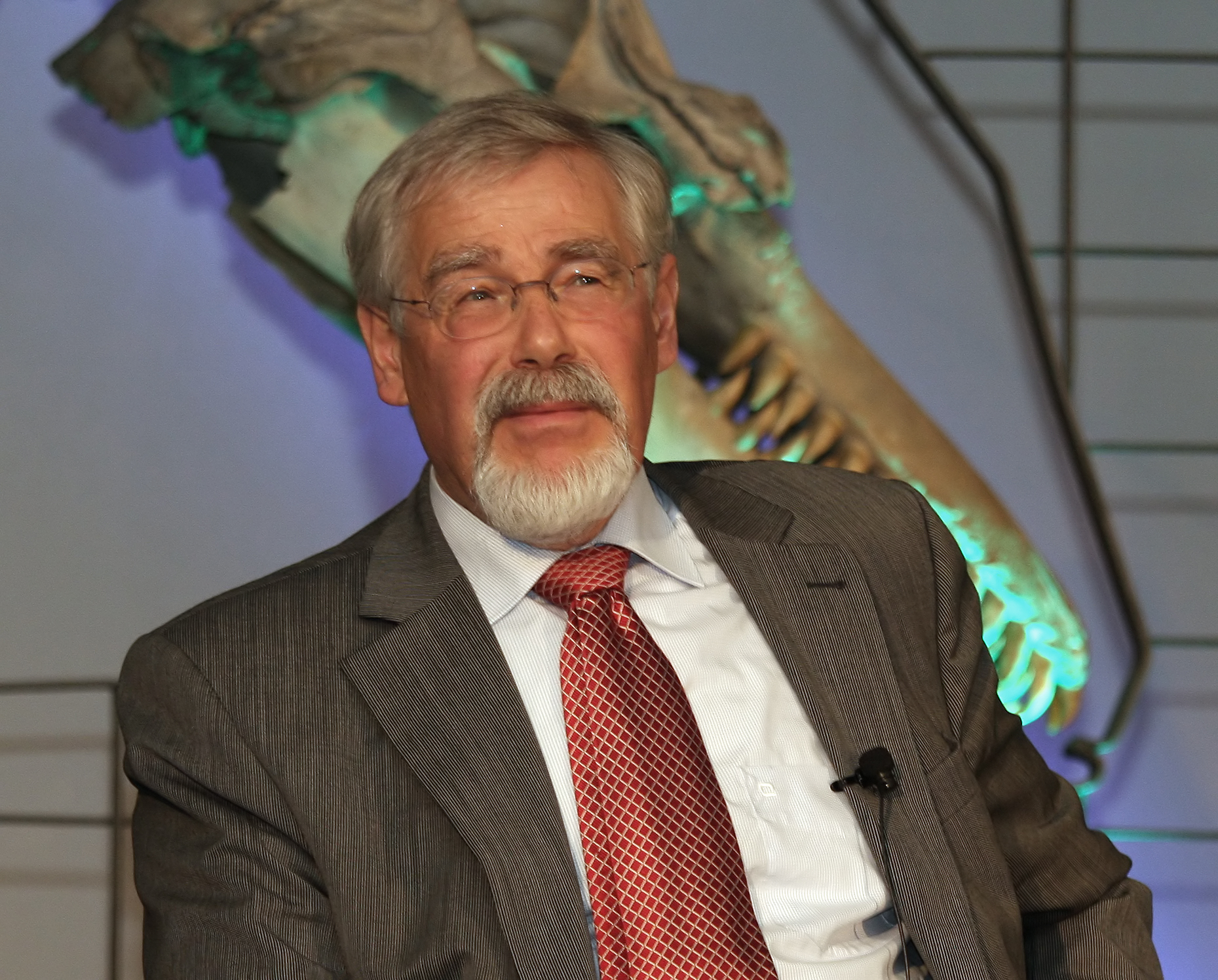
Johannes Fried (2009)

Nach Georg Waitz wurde das deutsche Reich durch den Vertrag von Verdun 843 gegründet. Waitz formulierte 1843 zum tausendjährigen Jubiläum des Verduner Vertrages: „Es bestand von nun an ein deutsches Reich. Ludwig hat es begründet, der Verduner Vertrag hat es in die Geschichte eingeführt.“ Das bedeutendste Werk über die Ereignisgeschichte Ludwigs des Deutschen ist die dreibändige Darstellung Geschichte des Ostfränkischen Reiches (2. Auflage, Leipzig 1887) von Ernst Dümmler. Die ersten beiden Bände befassen sich mit der Zeit Ludwigs des Deutschen. Dümmlers Darstellung ist ähnlich wie die Jahrbücher der Deutschen Geschichte konzipiert. Er ging strikt chronologisch vor und wertete für jedes Jahr die schriftlichen Quellen umfassend aus. Seine gründliche Darstellung der Geschichte des ostfränkischen Reiches könnte ein Grund dafür sein, dass danach die Geschichtswissenschaft über hundert Jahre die zweite Hälfte des 9. Jahrhunderts kaum weiter erforscht hat. Weder im 19. noch im 20. Jahrhundert erhielt Ludwig eine ausführliche Biografie. Es erschienen nur einige knappe biografische Abrisse. Auch in den übergreifenden Darstellungen wurde er meist nur beiläufig abgehandelt. Seine Regierungszeit galt lange Zeit entweder als Verfallsepoche gegenüber der Zeit Karls des Großen oder als die Epoche der Entstehung des „deutschen“ Reiches.
Seit den 1970er Jahren setzte sich durch die Studien von Joachim Ehlers, Bernd Schneidmüller und Carlrichard Brühl über die Anfänge der deutschen und französischen Geschichte immer stärker die Sichtweise durch, dass das „Deutsche Reich“ nicht durch ein herausragendes Ereignis, wie etwa die Teilung des Frankenreiches durch den Vertrag von Verdun 843, entstanden ist, sondern als Resultat einer im 9. Jahrhundert einsetzenden Entwicklung, die teilweise selbst im 11. und 12. Jahrhundert noch nicht abgeschlossen war. Das Interesse an Ludwigs Herrschaft blieb in der Mediävistik weiterhin gering. Selbst der 1100. Todestag des Ostfrankenkönigs im Jahr 1976 fand in der Wissenschaft keine größere Beachtung. In den letzten Jahrzehnten des 20. Jahrhunderts wurden über die Zeit Karls des Großen und über die der Ottonen im 10. Jahrhundert zahlreiche Arbeiten veröffentlicht. Hingegen gibt es über die Umbruchszeit des 9. Jahrhunderts aus der zweiten Hälfte des 20. Jahrhunderts überhaupt keine größeren Arbeiten.
Nach der Darstellung Der Weg in die Geschichte. Die Ursprünge Deutschlands bis 1024 von Johannes Fried (1994) war Ludwig „zweifellos der König, dem das künftige Reich der Deutschen seine Existenz verdankte“. Nach Fried hatte der König allerdings keinen großen Anteil an der Gestaltung dieses werdenden Reiches. Fried stellte angesichts des aktuellen Forschungsstandes resümierend fest: „Die Deutschen schlitterten in ihr nationales Dasein, ohne es zu merken und ohne es zu erstreben.“ Seine Einschätzung des Karolingers war negativ. „Seine Persönlichkeit umhüllt Schweigen“, „höhepunktlos glitt Ludwigs Geschichte dahin“, „Reichsarchitekt war Ludwig mithin nicht“, und „sein Königtum gewann Festigkeit, weil es fortbestand und niemand da war, der es in Frage stellte“.
Erst um die Jahrtausendwende wurde Ludwig wieder stärker untersucht, vor allem durch Wilfried Hartmanns Biografie (2002) und eine von ihm herausgegebene Aufsatzsammlung. Hartmann fragte, ob zwischen 826 und 876 die Voraussetzungen für ein Zusammengehörigkeitsgefühl unter den verschiedenen ostfränkischen Volksgruppen (Sachsen, Franken, Thüringern, Baiern, Alemannen u. a.) zu erkennen sind. Außerdem ging es ihm um die Bedeutung von Ludwigs langer Regierungszeit für das Entstehen des späteren „deutschen“ Reichs. Nach Hartmann hat vor allem das Kriegswesen durch die Beteiligung mehrerer Volksgruppen „die Integration der im Ostfrankenreich zusammengeschlossenen Völker gefördert“. Im Gegensatz zu Carlrichard Brühl interpretierte Hartmann die Erwähnung von Konflikten zwischen den Volksgruppen am Ende von Ludwigs Herrschaftszeit als Beleg für ein wachsendes Zusammengehörigkeitsgefühl. In seinem Fazit stimmte er Johannes Fried zu, indem er Ludwig den Deutschen als den König bezeichnete, „dem das künftige Reich der Deutschen seine Existenz verdankte.“ Im von Hartmann herausgegebenen Sammelband hat Thomas Zotz (2004) die Zeit der Herrschaft Ludwigs des Deutschen als „Formierungsphase des Ostfränkischen Reiches“ bezeichnet. Innerhalb von wenigen Jahren sind neben Hartmanns Biografie und seiner Aufsatzsammlung zahlreiche Studien über Ludwig den Deutschen oder die zweite Hälfte des 9. Jahrhunderts veröffentlicht worden. Für Eric J. Goldberg war Ludwig schlichtweg „a traditional Carolingian king“. Als karolingischer Herrscher sah er sich in der Tradition Karls des Großen und betrachtete sich als dessen legitimen Erben. Boris Bigott (2002) untersuchte die Entwicklung der ostfränkischen Reichskirche unter Ludwig dem Deutschen und leistete damit „einen wertvollen Beitrag zur vernachlässigten Geschichte der Karolingerzeit“.
Neuere Untersuchungen seit den 1990er Jahren haben die stark im 19. Jahrhundert verwurzelte Sichtweise eines allgemeinen Niedergangs nach 830 im ostfränkischen Reich relativiert. Die vielfältigen Entwicklungsprozesse im 9. Jahrhundert hatten in der Herrschaftszeit Karls des Großen ihren Ausgangspunkt, unter der Herrschaft von dessen Sohn und Nachfolger Ludwig dem Frommen erreichten sie einen Höhepunkt.